# XB-46轟炸機
XB-46轟炸機是一款於1940年代中期研製的中型轟炸機，其競爭對手包括B-45轟炸機、XB-48轟炸機和B-47轟炸機。XB-46的設計重點在於實現流線型外觀和中等載荷的高效性能，但由於技術進步和軍方需求的改變，其效能不敵競爭對手。XB-47憑藉更為先進的設計，特別是後掠翼的應用和渦輪噴氣發動機的配置，成為軍方的首選，最終淘汰包括XB-46在內其他競爭者。

## 發展

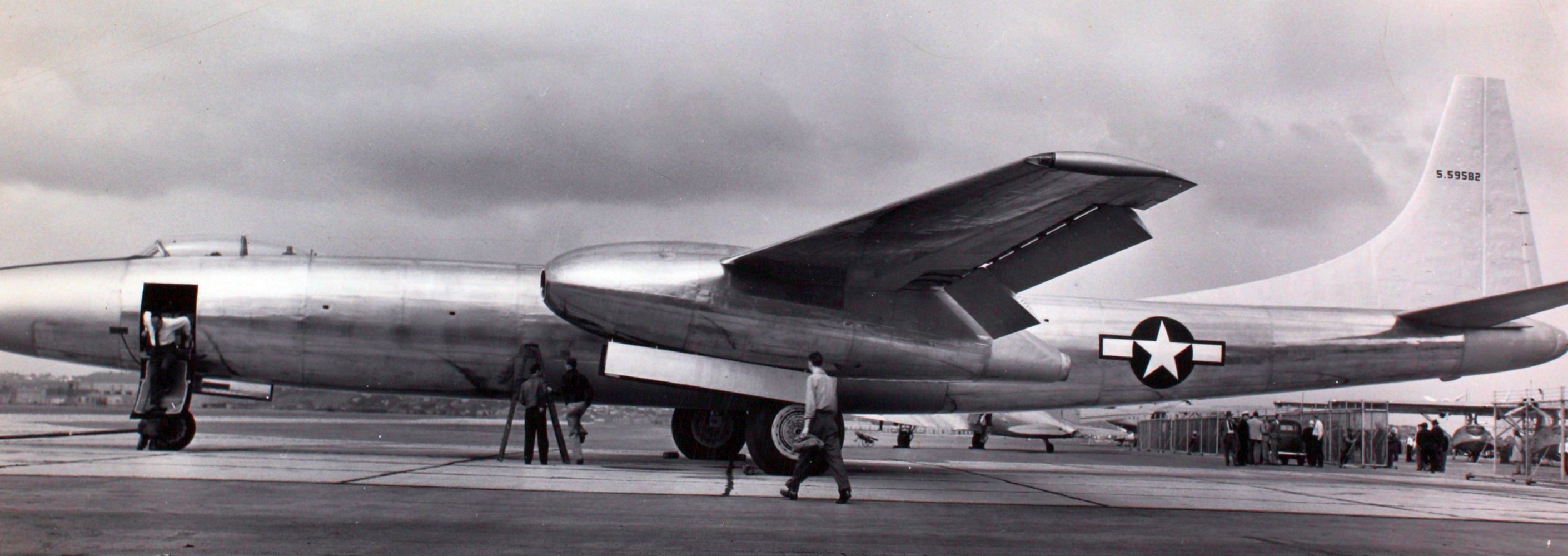
XB-46的副翼和擾流板細節

1944年，美國戰爭部提出了一項需求，要求設計一系列中型轟炸機，重量範圍從80,000磅（36,000公斤）到超過200,000磅（91,000公斤）。此次競標的其他設計（從B-45開始），包括B-45轟炸機和XB-48轟炸機。1945年1月17日，採購工作以一份信函合同（成本加固定費用）開始，並於2月初完成樣機檢查和批准。隨後於1945年2月27日訂購了三架原型機，序列號為45-59582至59584，並根據評審委員會的建議進行了一些更改。由於預算限制，合同後來被更改為固定價格形式。
1945年秋季，康維爾出現內部競爭，美國陸軍航空軍同時對康維爾的另一項非傳統設計項目XA-44-CO前掠翼噴氣式攻擊機展現出高度興趣。隨著第二次世界大戰結束導致預算大幅削減，康維爾考慮取消XB-46以持續研發XA-44。然而，由於開發已達一定進度，康維爾的高層主張，至少建成XA-46的原型機，並移除掉武器系統等其餘花費，讓XB-46得以用更低的預算進行飛行測試，而陸航部則批准用兩架XA-44機體取代合同中的兩架XB-46。1946年6月，陸航部同意該調整，但XA-44項目最終於1946年12月在原型機尚未完成時被取消，而XB-46最終只配備了用於證明其飛行適航性和操控性能的必要設備。
XB-46採用細長流線型的橢圓形魚雷狀機身、長而窄的直線肩置翼，翼下整合的發動機艙中裝有四台由雪佛蘭生產的Allison J35-A-3渦輪噴射引擎。然而，機身在飛行載荷下會發生變形，成為設計中的一個問題。飛行座艙採用串聯座位，在一個採用有機玻璃水滴狀艙罩覆蓋的壓力化的戰鬥機風格駕駛艙內。飛行組員分別為駕駛員、炸彈瞄準手、導航員/無線電操作員，駕駛員坐在駕駛艙內，其餘組員則坐在機鼻處。
直翼的展弦比為11.6，配有Fowler襟翼，覆蓋90%的翼展，分為四部分，通過電動執行器展開。襟翼僅配有非常小的副翼，每個機翼配備五個由穿孔鎂合金製成的擾流板。發動機進氣口為平橢圓形，導管呈平緩的“S”形彎曲至機翼前緣後的發動機。該機的飛控系統採用了一種獨特的氣動管道系統，用於傳輸飛行員的控制指令並驅動各系統，而非當時更常見的液壓、手動或電控系統。
量產型計劃安裝一座由艾默生電氣公司設計的尾部炮塔，預計安裝1對0.50口徑白朗寧M2機槍，並配備APG-27遠程光學瞄準系統。然而，因為預算縮減，原型機並未配備任何武器。同樣的，量產機預計使用通用電氣J47渦輪噴氣發動機，而不是原型機上使用的J35發動機。

### 測試
XB-46於1947年4月2日進行首飛，此前已完成一個月的滑行測試。首飛共持續90分鐘，從加利福尼亞州聖地亞哥的康維爾工廠起飛，飛往位於高沙漠地區的愛德華茲空軍基地。飛行員對其操控性能給予高度評價。
基礎飛行測試持續了五個月，至1947年9月完成。康維爾公司與美國空軍的試飛員共完成64次飛行，累積127飛行小時。測試結果顯示飛機的穩定性與操控性出色，但也暴露了一些工程問題，包括發動機除冰、座艙空氣系統以及因機翼與擾流板的諧波共振引起的垂直振動。此外，機組人員在緊急情況下的撤離方案也引人懷疑，因為其依賴氣壓系統來抵抗氣流壓力，保持主艙門開啟。
1947年11月7日，美國陸軍航空隊正式接收XB-46，並於同年11月12日完成交付。儘管飛機在某些方面展現了潛力，但技術問題和快速變化的軍事需求最終導致其計劃的取消。

### 取消
XB-46的計畫於1947年8月取消，甚至在飛行測試完成之前就已過時。二戰後的美軍技術進步快速，B-45轟炸機才剛獲得生產訂單，性能很快就被B-47轟炸機超越。此外，XB-46原型機未安裝笨重的雷達火控系統，若需整合該系統，勢必要對其纖細的機身進行重新設計。
後續測試於1948年8月至1949年8月在佛羅里達州棕櫚灘空軍基地進行，重點研究了過度噪音、尾部振動以及穩定性和操控問題。在額外累積44小時飛行後，由於維護成本高昂、缺乏備件等問題，XB-46正式退役。1950年7月，該機轉移至佛羅里達州埃格林空軍基地，測試在寒冷氣候條件下的氣壓控制系統。當時大多數噴氣式飛機使用液壓或電氣系統，而XB-46與眾不同的氣壓系統則為研究提供新思路。
該測試計畫於1950年11月結束後，美國空軍不再需要XB-46。1951年1月13日，其機鼻被送往位於俄亥俄州萊特-派特森空軍基地的美國空軍國家博物館。然而，機鼻部分似乎未能在博物館收藏中保存下來，其餘機體於1952年2月28日被拆解。XB-46的命運反映了當時航空技術快速演進下，實驗性飛機高淘汰率的特徵，以及波音B-47成功後對中型噴氣式轟炸機的重新定義。

## 外部連結
- "Second Jet Bomber", July 1947, Popular Mechanics
- Youtube - first flight （页面存档备份，存于）